# Orstomia kanakia
Orstomia kanakia is een vlokreeftensoort uit de familie van de Unciolidae. De wetenschappelijke naam van de soort is voor het eerst geldig gepubliceerd in 1998 door Myers.